# 米西
米西（法語：Missy）是瑞士联邦西部法语区的沃州下设的一个镇。在行政上属于布罗瓦-维利区管辖。米西的总面积为3.11平方公里。截至2010年底，总人口为301。